# Wolfgang von Scharfenberg
Wolfgang von Scharfenberg (* 28. November 1914 in Wiesbaden; † 19. Dezember 2005 auf dem Kalkhof bei Wanfried, Hessen) war ein deutscher Landwirt und Schafzüchter; 1983 erhielt er die Hermann-von-Nathusius-Medaille.

## Herkunft
Wolfgang von Scharfenbergs Eltern waren Otto Dietrich Daniel Heinrich Bodo Winfried von Scharfenberg (* 23. Juni 1882) und dessen Ehefrau Irma Theodora Katharina Luise von Knoop (* 14. Februar 1889). Sein Vater war Geheimer Rat sowie vortragender Legationsrat a. D. Karl von Scharfenberg ist sein Großvater.

## Leben und Wirken
Wolfgang von Scharfenberg wuchs vorwiegend auf dem elterlichen Kalkhof an der B 249 bei Wanfried auf. Nach den vier Grundschuljahren besuchte er die Internatsschule Schloss Bischofstein bei Lengenfeld unterm Stein im thüringischen Eichsfeldkreis. Letztere wurde von den Pädagogen Gustav Marseille und Wilhelm Ripke (1886–1965) geprägt, die ihren Schülern „Erziehung als Hilfe am Werden“ anboten.
Nach dem Abitur leistete von Scharfenberg praktische Jahre im Versuchsgut für Landarbeit Bornim bei Potsdam des Institutes für Betriebs- und Arbeitslehre der Landwirtschaftlichen Hochschule Berlin (ab 1933 „Preußische Versuchs- und Forschungsanstalt für Landarbeit“). Hier lernte er Grundsätze zur Organisation der Arbeitsabläufe und die Erprobung neuer Techniken und Verfahren in einem landwirtschaftlichen Betrieb und schloss als staatlich geprüfter Landwirt ab. Sein Praktikum absolvierte er in einem Betrieb bei Sangerhausen am Kyffhäuser (Prov. Sachsen). 
Im Zweiten Weltkrieg diente von Scharfenberg zum Schluss im Range des Rittmeisters in einem Aufklärungsbataillon. Nach der Besetzung Hessens durch die amerikanische Armee kam es auf dem Kalkhof zu einem Treffen ranghoher amerikanischer und sowjetischer Offiziere. Sie schlossen hier am 17. September 1945 das so genannte Wanfrieder Abkommen, das den Gebietsaustausch zwischen Hessischen und Thüringer Dörfern vorsah und so die Demarkationslinie neu regelte, um die Bahnstrecke von Bremen bzw. Hamburg über den Knotenpunkt Bebra nach Frankfurt zwischen den Bahnhöfen Bad Sooden-Allendorf und Eichenberg (sogen. "Whisky-Wodka-Linie") einem möglichen Zugriff durch die Rote Armee zu entziehen.
1942 wurde der landwirtschaftliche Betrieb Kalkhof, der bis zu diesem Zeitpunkt verpachtet war, auf Wolfgang von Scharfenberg übertragen. Nach seiner Rückkehr aus britischer Kriegsgefangenschaft im Herbst 1945 übernahm er die Bewirtschaftung des elterlichen Gutes und führte es als Ackerbaubetrieb weiter. Dabei fielen die in Thüringen liegenden 400 Hektar, davon 100 ha Ackerfläche, unter die Bodenreform der Sowjetischen Besatzungszone. Später wurden weitere 60 ha Ackerfläche in Hessen im Rahmen der westdeutschen Bodenreform zur Aussiedlung kriegsvertriebener Landwirte an die Hessische Siedlungsgesellschaft abgetreten.
Bereits 1943 hatte er auf dem ostpreußischen Gut Podangen die Gräfin Anna von Kanitz (* 1920; † 2009), jüngste Tochter der Jelka von Lepel und des Politikers und Majoratsherrn Gerhard Graf von Kanitz-Podangen geheiratet. Anna und Wolfgang von Scharfenberg haben die drei Kinder Harald (* 1944), Valeska (* 1946) und Andreas (* 1952).
Zum Kalkhof gehörte ursprünglich eine Schafherde der Rasse Merinolandschafe. Im Laufe der Jahre entstanden daraus mit großem Erfolg vier Stammherden, so dass zeitweise bis zu 2000 Schafe auf dem Grünland weideten. Bereits 1956 wurden Lämmer in die neue Mastleistungsprüfungsstation für Schafe in Kassel-Wilhelmshöhe geschickt – Referatsleiter Schafzucht war damals Rudolf Waßmuth – und eigenleistungsgeprüft in die eigene Herde zurückgenommen. Außerdem führte man die mutterlose Lämmeraufzucht als ein neues Verfahren in die landwirtschaftliche Praxis ein und organisierte eine gute Landschaftspflege als wichtige Aufgabe im Rahmen der Schafhütung. Viele Einzel- und Stammherdenpreise zeugen von den Züchtungserfolgen von Scharfenbergs und seiner Verwalter Leonhard Schuler und Karl-Josef Schuler.
1980 zog sich von Scharfenberg mit Erreichen der Altersgrenze konsequent aus den überregionalen Verpflichtungen zurück und verlebte noch 25 ruhigere Jahre auf dem Kalkhof. Er starb am 19. Dezember 2005 im Kreise seiner Familie und wurde am 23. Dezember auf dem Familienfriedhof beigesetzt. Inzwischen wurden die Schafzucht auf dem Kalkhof sowie das Grünland einem selbständigen Schäfereibetrieb übergeben und die Ackerflächen in eine GbR eingebracht. Auf dem Kalkhof sind Pferdeställe für Pensionstiere ausgebaut sowie Ferienwohnungen eingerichtet worden.

## Ehrenämter
Durch seine Passion für Schafzucht und Pferdesport sowie das überzeugende Auftreten in den Gremien wurde v. Scharfenberg bald in viele Ehrenämter gewählt:
- 1951–79 Mitglied des Gesamtausschusses der Deutschen Landwirtschafts-Gesellschaft (DLG)
- ab 1953 Mitglied des Vorstandes ebenda
- 1967–79 war er einer der Vizepräsidenten der DLG
- Vorsitzender des Ausschusses für Schafzucht der DLG
- 1970–79 Vorsitzender der Vereinigung Deutscher Landesschafzuchtverbände e. V. (VDL)
- 1965–81 Präsident der Deutschen Gesellschaft für Züchtungskunde e. V. (DGfZ)
- Vizepräsident der Europäischen Vereinigung für Tierzucht (EVT)
- Mitglied der deutschen Delegation in der Schaf- und Ziegenkommission der EVT
- Vizepräsident der Deutschen Reiterlichen Vereinigung (FN)

## Würdigung
Wolfgang von Scharfenberg gehörte zu den großen Persönlichkeiten der deutschen Landwirtschaft in der Zeit nach 1945. Ihn zeichneten ein hoher Sachverstand, eine große Souveränität, überragendes Verhandlungsgeschick und ein feines Gespür für Gerechtigkeit und Güte aus. Das bewies er in seiner erfolgreichen und langjährigen Tätigkeit in vielen ehrenamtlichen Gremien des Berufsstandes, darunter 16 Jahre als Präsident der Deutschen Gesellschaft für Züchtungskunde. Er erhielt die Hermann-von-Nathusius-Medaille als einer der wenigen Praktiker, die eigentlich nur bedeutenden Wissenschaftlern als Auszeichnung vorbehalten ist.

## Auszeichnungen
- Max-Eyth-Denkmünze in Gold der Deutschen Landwirtschafts-Gesellschaft (DLG)
- Ehrenmitglied der DLG
- 1981: Ehrenpräsident der Deutschen Gesellschaft für Züchtungskunde (DGfZ)[6]
- 1983: Hermann-von-Nathusius-Medaille in Gold der DGfZ[7]
- 1984: Bundesverdienstkreuz 1. Klasse
- Theodor-Schneider-Preis der DLG für Verdienste in der Tierzucht
- Gisevius-Plakette der Landwirtschaftlichen Fakultät der Justus-Liebig-Universität Gießen

## Genealogie
- Gothaisches Genealogisches Taschenbuch der Adeligen Häuser. Zugleich Adelsmatrikel der Deutschen Adelsgenossenschaft. Teil B (Briefadel). 34. Jahrgang. 1942, Justus Perthes, Gotha November 1941, S. 462 f.
- Hans Friedrich von Ehrenkrook, Elsa von Bethmann, Carola von Ehrenkrook, Friedrich Wilhelm Euler, Walter von Hueck, Johann Georg von Rappard, Hans-Jürgen von Witzendorff: Genealogisches Handbuch der Adeligen Häuser. B (Briefadel/nach 1400 nobilitiert), Band I, Band 9 der Gesamtreihe GHdA, Hrsg. Deutsches Adelsarchiv, C. A. Starke, Glücksburg/Ostsee 1954, ISSN 0435-2408, S. 398–399.
- Wolfgang von Scharfenberg: Familienchronik v. Scharfenberg. (Zusammenstellung, Priv. Manuskriptdruck, 96 S.), Eigenverlag, 1983, S. 7 ff. DNB 1111917876
- Gottfried Graf Finck von Finckenstein, Christoph Franke, Dorothee de la Motte, Arved von Oettingen. Et al.: Genealogisches Handbuch der Adeligen Häuser. A/B. 2012, Band XXXIII, Band 152 der Gesamtreihe GHdA, Hrsg. Deutsches Adelsarchiv, C. A. Starke, Limburg/Lahn 2012, ISSN 0435-2408, S. 474–477.